# East Missoula
East Missoula és una concentració de població designada pel cens dels Estats Units a l'estat de Montana. Segons el cens del 2000 tenia 2.070 habitants.

## Demografia
Segons el cens del 2000, East Missoula tenia 2.070 habitants, 795 habitatges, i 519 famílies. La densitat de població era de 583,4 habitants per km².
Dels 795 habitatges en un 33% hi vivien nens de menys de 18 anys, en un 48,6% hi vivien parelles casades, en un 11,6% dones solteres, i en un 34,6% no eren unitats familiars. En el 26,2% dels habitatges hi vivien persones soles el 6,3% de les quals corresponia a persones de 65 anys o més que vivien soles. El nombre mitjà de persones vivint en cada habitatge era de 2,5 i el nombre mitjà de persones que vivien en cada família era de 3,01.
Per edats la població es repartia de la següent manera: un 24,3% tenia menys de 18 anys, un 10,3% entre 18 i 24, un 31,8% entre 25 i 44, un 22,9% de 45 a 60 i un 10,7% 65 anys o més.
L'edat mediana era de 36 anys. Per cada 100 dones de 18 o més anys hi havia 104,2 homes.
La renda mediana per habitatge era de 27.094 $ i la renda mediana per família de 38.464 $. Els homes tenien una renda mediana de 26.150 $ mentre que les dones 18.000 $. La renda per capita de la població era de 13.333 $. Aproximadament el 7,6% de les famílies i el 13,6% de la població estaven per davall del llindar de pobresa.

## Poblacions properes
El següent diagrama mostra les poblacions més properes.